# Ralph Abraham
Ralph H. Abraham, född 4 juli 1936 i Burlington, Vermont, död 19 september 2024 i Santa Cruz, var en amerikansk matematiker och kaosteoretiker.
Ralph H. Abraham avlade sin doktorsexamen vid University of Michigan år 1960. Innan han accepterade sitt nuvarande professur vid University of California, Santa Cruz, arbetade han vid University of California i Berkeley, Columbia University och Princeton University.
Ralph Abraham har varit involverad i utvecklingen av kaosteori och teorin om dynamiska system på 60- och 70-talet. Han är redaktör för tidskrifterna World Futures och International Journal of Bifurcations and Chaos.
Ett annat intresse för Abraham var olika sätt att uttrycka matematik, till exempel visuellt eller verbalt. Han grundade Visual Math Institute på universitetet vid Santa Cruz 1975. Han har även framfört uppträdanden där matematik, bildkonst och musik är kombinerat i ett.